# Округ Ачисон (Канзас)
Округ Ачисон (енгл. Atchison County) је округ у америчкој савезној држави Канзас. По попису из 2010. године број становника је 16.924.

## Демографија
Према попису становништва из 2010. у округу је живело 16.924 становника, што је 150 (0,9%) становника више него 2000. године.
| Група             | 2000.          | 2010.          |
| Белци             | 15.170 (90,4%) | 15.152 (89,5%) |
| Афроамериканци    | 893 (5,3%)     | 853 (5,0%)     |
| Азијати           | 57 (0,3%)      | 70 (0,4%)      |
| Хиспаноамериканци | 327 (1,9%)     | 383 (2,3%)     |
| Укупно            | 16.774         | 16.924         |